# Nova Gorica
Nova Gorica (německy Neu Görz) je desáté největší slovinské město. Město bylo vybudováno po roce 1948 v těsném sousedství zástavby italského města Gorice. Je proto jedním z nejmladších ve Slovinsku. Je hlavním centrem regionu Goriška v západním Slovinsku.
Město se nachází na západním okraji Slovinska, v údolí řeky Soči (na jejím levém břehu), na rovné ploše, kterou z jižní strany ohraničuje potok Koren. V bezprostřední blízkosti Nové Gorice začíná pohoří Trnovski Gozd. Nova Gorica leží 35 km severně od Terstu, 35 km jihovýchodně od Udine (obě v Itálii) a 70 km západně od Lublaně. 

## Název
Název města pochází od italského sousedního města Gorice. Do italštiny nicméně název pronikl ze slovanských jazyků. Název Gorica je v oblasti Slovinska a bývalé Jugoslávie poměrně častý. Gorice, resp. Gorica označuje malou horu (obdobně jako např. v případě černohorské metropole Podgorica nebo Velika Gorica v Chorvatsku). Obyvatelé Nové Gorice označují italské město z druhé strany hranice neformálně jako Stara Gorica a svoje město často kratčeji jen jako Gorica. Registrační značky města tvoří písmena GO nikoliv NG. Stejně tak místní fotbalový tým nese název ND Gorica.

## Historie

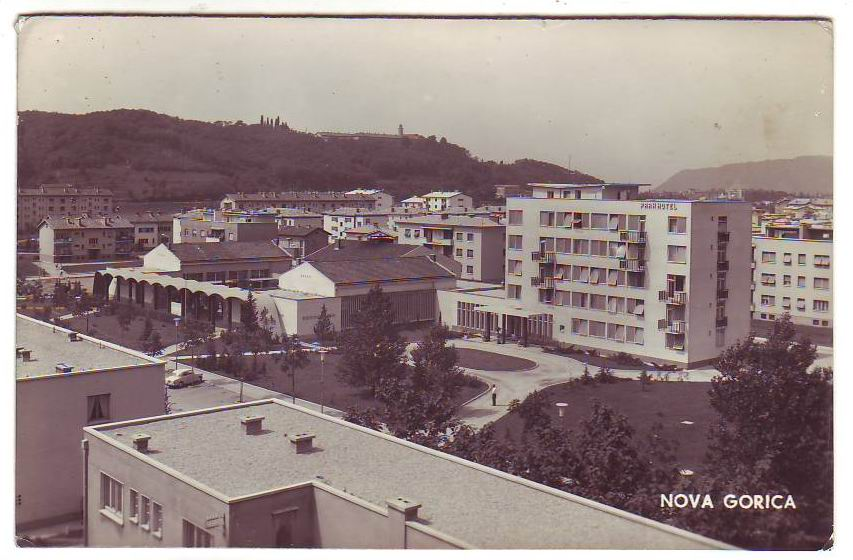
Město v roce 1964

Gorice (dnes v Itálii) byla na základě Rapallské smlouvy přičleněna k Itálii, což pro nově vzniklé Království Srbů, Chorvatů a Slovinců znamenalo katastrofu, neboť se část slovinského obyvatelstva ocitla za hranicemi země. 
Město Gorice bylo osvobozeno jednotkami 9. korpusu IV. armády jugoslávského partyzánského vojska  dne 1. května 1945. Oblast byla demarkační linií rozdělena již v červnu 1945 na zóny. Zónu A okupovaly anglo-americké jednotky, zónu B Jugoslávská lidová armáda. Po podpisu Pařížské mírové smlouvy došlo ke změně jugoslávsko-italské hranice, když se jugoslávská hranice posunula do původní historické hranice rakouského Přímoří s výjimkou jižní části, kde oblast Gorice připadla Itálii. Hranice procházela západně od místního nádraží; železniční stanice připadla Jugoslávii, většina města ale nakonec zůstala Itálii. Drobné změny hranic byly ještě učiněny později. Průběh hranic vycházel z francouzského návrhu.

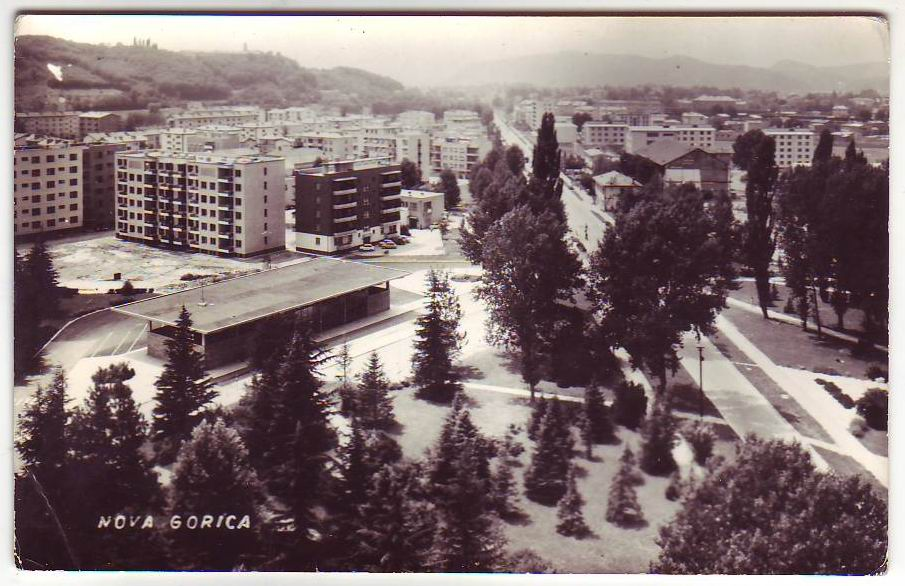
Pohled na rozestavěné město

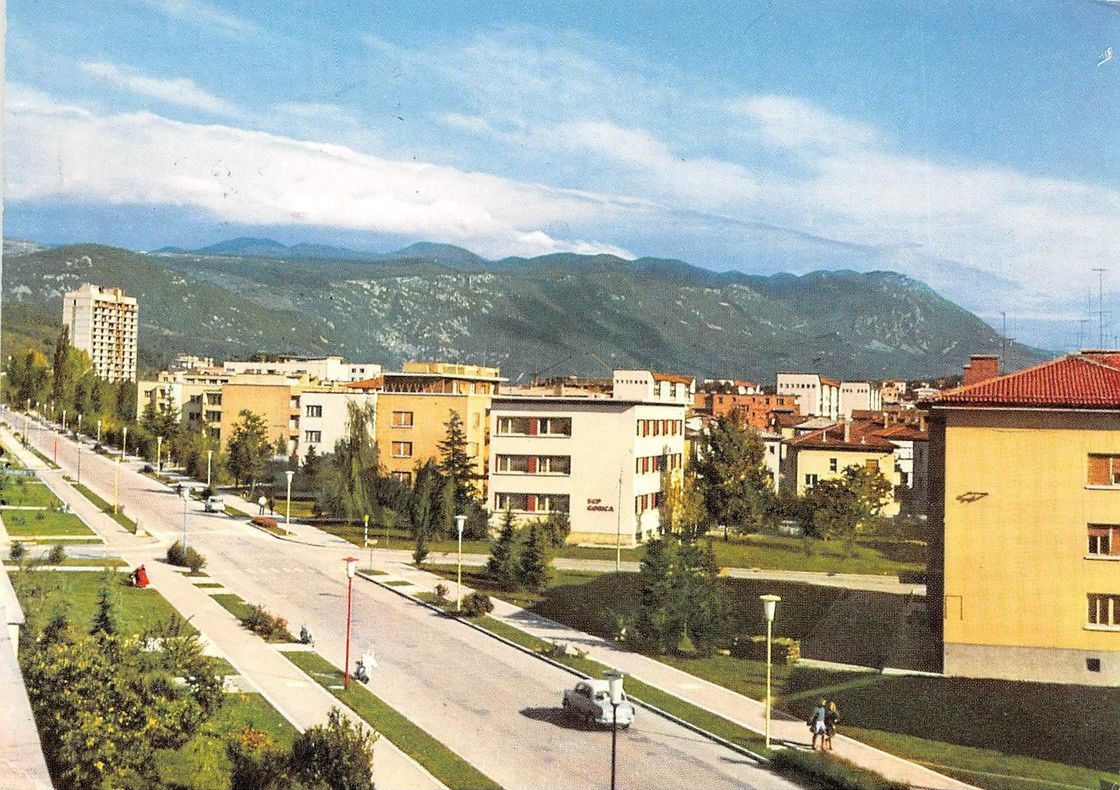
Nově dokončené domy roku 1966

Oblast se ale díky takovému rozdělení ocitla bez správního centra, které zůstalo v Itálii. Rozhodnutí o výstavbě nového centra poprvé zaznělo v projevu slovinského předsedy vlády Miha Marinky, výstavbou byl pověřen ministr Ivan Maček. Město mělo mít podle projektu dvacet tisíc obyvatel. Pracovní skupina odpovědná za výstavbu nového města vznikla již v dubnu 1947. Byly předloženy různé projekty na výstavbu nového města. Autorem vítězného návrhu výstavby byl prof. Ing. Edvard Ravnikar, neúspěšné návrhy předložili architekti Župančič a Gvardjančič. Město bylo naplánováno s pravidelnou uliční sítí a ulicemi, které jsou umístěny v pravidelných vzdálenostech od státní hranice. Urbanistický projekt byl inspirován idejemi Le Corbusiera. V lokalitě, kde měla být výstavba uskutečněna, se nenacházelo téměř nic, až na původní silnici do Gorice (dnes Erjavčeva ulica), několik málo domů a hřbitov. Ten se nacházel v blízkosti dnešního středu města a byl přesunut.
Název Nova Gorica se vžíval postupně, začaly jej spontánně používat slovinská, resp. jugoslávská média, oficiálně byl schválen v roce 1949.
Přípravné práce pro výstavbu nového města byly zahájeny v říjnu 1947. Slavnostní zahájení prací se odehrálo dne 13. června 1948 ve 12:00. Výstavba se již od počátku musela potýkat s nedostatkem stavebních materiálů, pracovní síly a finančních prostředků. Nasazeny byly brigády mladých. Ty se soustředily hlavně na dopravní stavby a úpravy terénu. Jejich cílem bylo přeložit silnici Solkan–Šempeter a dále upravit místní nádraží. Tři tisíce brigádníků bylo ze Slovinska a další dva tisíce přišlo z ostatních republik tehdejší Jugoslávie. Celkem na stavbě pracovalo 5194 dobrovolníků. Terénní práce nebyly snadné, neboť celá oblast, kde se mělo stavět, byla podmáčená (podzemní voda se nacházela 30 až 180 cm pod úrovní terénu) a často docházelo k jejímu zaplavování místními potoky.
Výstavba pokračovala i navzdory jugoslávsko-sovětské roztržce a kolapsu prvního pětiletého plánu. Probíhala nicméně se značnými komplikacemi, nedostávalo se stavebního materiálu, peněz ani lidské síly. Změna politického klimatu v Jugoslávii po roce 1948 se odrazila i ve větším napětí na společné hranici s Itálií, která se nacházela přímo u rodícho se města. Řada členů komunistické strany, která byla kritizována za podporu SSSR a Stalina utíkala do Itálie právě přes Novou Gorici. Navíc se přes hranici běžně pašovalo zboží (oběma směry). Docházelo i k občané střelbě pohraničních hlídek. Situace se později normalizovala také i podpisem tzv. Udinské dohody (slovinsky Videmski sporazum), který umožnil cestování místních přes hranici a dále i stanovil podmínky pro vzájemnou obchodní výměnu s Goricí. Druhá smlouva tohoto typu byla podepsána potom v roce 1955.
Úředně bylo město ustanoveno v roce 1949 rozhodnutím předsednictva lidové republiky Slovinsko, administrativně spadala pod okres (okrug) Solkan. Do konce roku 1950 bylo dokončeno několik prvních bytových bloků a ve městě tak již žilo sedm set lidí. Občina Nova Gorica byla ustanovena roku 1952. V tomto roce vzniklo také místní muzeum (slovinsky Goriški muzej, věnované regionu Goriška). O rok později bylo otevřeno první místní koupaliště.
Stejně jako v případě obdobně budovaných plánovaných měst i Nova Gorica zpočátku vyrůstala do jisté míry živelně. Nedostávalo se zdravotních služeb a školek, pro potřeby nových obyvatel byly narychlo budované dřevěné budovy, které sloužily do dokončení moderních škol nebo zdravotnických zařízení. V první polovině 50. let se navíc přestalo dostávat financí na další výstavbu města a tak došla svazová podpora a financování výstavby Nové Gorice zůstalo na bedrech SR Slovinsko Některé z Ravnikarových myšlenek tak nebyly uskutečněny v podobě původního projektu. Jednalo se tak o původně projektovanou velkolepou severojižní třídu (Delpinova ulica), která byla postavena jen v části své původní podoby.
Další rozvoj města probíhal po roce 1965 v souvislosti s administrativní reformou a zrušením původních okruhů.
V roce 1975 byla podepsána Osimská smlouva, která ukončila pohraniční spory mezi Itálií a Jugoslávií. Pro Novou Gorici znamenalo uzavření smlouvy vznik nového hraničního přechodu ve Vrtojbě a dále vznik tzv. Sabotinské cesty, vedenou přes část italského území směrem zpět do Slovinska. Snazší přeshraniční provoz umožnil také početnější cestování Italů do Nové Gorice a umožnil tak rozvoj turistiky. Na konci 80. let 20. století se tak např. dařilo také hazardu. Herny se nacházely v místních hotelech např. hotelu Park, kde v roce 1990 počet návštěvníků dosáhl půl milionu. Jednalo se o zařízení určená výhradně pro zahraniční klientelu a casina zde byla provozována americkým způsobem.

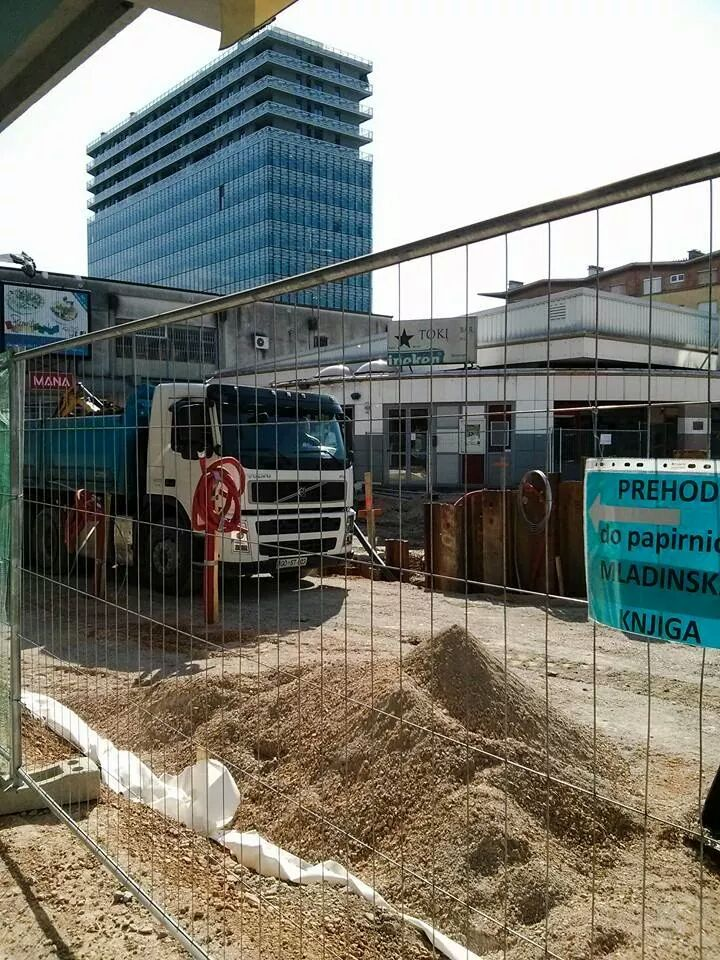
Stavební práce ve středu města

V roce 1982 byl dokončen kostel Krista Vykupitele. Město také získalo vlastní nemocnici.
Rozpad Jugoslávie město ekonomicky zasáhl. Místní podniky se musely přeorientovat, došlo ke ztrátě původních trhů dvacetimilionové země. Význam průmyslu rovněž do menší míry poklesl. V období ekonomické transformace poklesl počet obyvatel města o tři a půl procenta.
Obě města (Gorice a Nova Gorica) si byly ještě blíže po vstupu Slovinska do Evropské unie v roce 2004 a především po vstupu Slovinska do schengenského prostoru v roce 2007. Jedna z hlavních událostí rozšíření Schengenského prostoru se konala právě v Nové Gorici za přítomnosti starostů obou měst. Prostor před nádražím byl pojmenován jako Náměstí Evropy (slovinsky Trg Evrope, italsky Piazza Transalpina). Další významnou událostí přijetí eura ve Slovinsku v roce 2007. Došlo k postupnému propojení ekonomiky obou měst. V souvislosti se získáním titulu Evropské město kultury pro rok 2025 představila Nova Gorica projekt obnovy středu města. Počítá především s rekonstrukcí okolí italsko-slovinské hranice (přímo na hraniční čáře má vést cyklostezka), Evropského náměstí (slovinsky Trg Evrope) a dále místního nádraží.

## Ekonomika

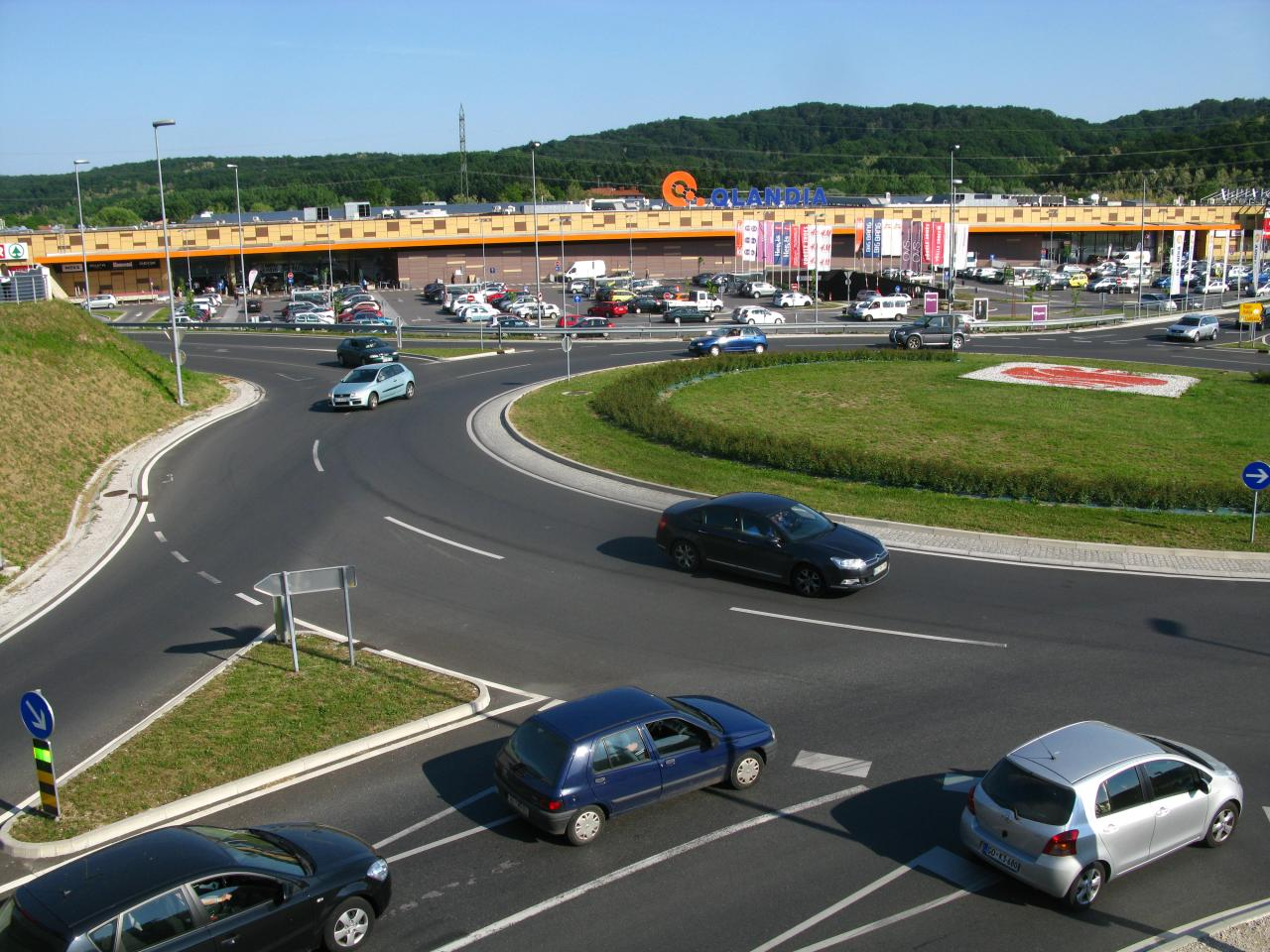
Kruhový objezd a obchodní centrum Qlandia

V okolní krajině má dlouhou tradici vinařství.
Kromě obytné části města se východně od něj rozvíjely i průmyslové podniky. Jednalo se o výrobu dopravních prostředků (Vozila Gorica, zaměstnávala několik set lidí) a dále také nábytku (např. společnosti Meblo nebo Iverka). Rozsáhlý byl rovněž i stavební průmysl. Velké podniky zaměstnávaly nemálo lidí, byly však ekonomicky efektivní jen do období rozpadu Jugoslávie na počátku 90. let 20. století. Ještě v roce 1987 měl přitom průmysl padesátiprocentní podíl na ekonomice celého města. Následovala restrukturalizace místního hospodářství, kdy se posílil vliv služeb. Díky blízkosti Itálie nicméně tento proces dopadl relativně úspěšně, neboť míra nezaměstnanosti v Nové Gorici je obecně nízká,[zdroj?] v roce 2012 ale činila 12,2 %. 
V první dekádě 21. století bylo ve středu Nové Gorice vybudováno nové obchodní centrum s názvem Eda Center. Vzniklo v samém centru města, nedaleko Bevkova náměstí (slovinsky Bevkov trg).
V roce 2004 byla zřízena průmyslová zóna v blízkosti města, roku 2021 bylo potom rozhodnuto o vybudování další nedaleko Kromberku.

## Doprava

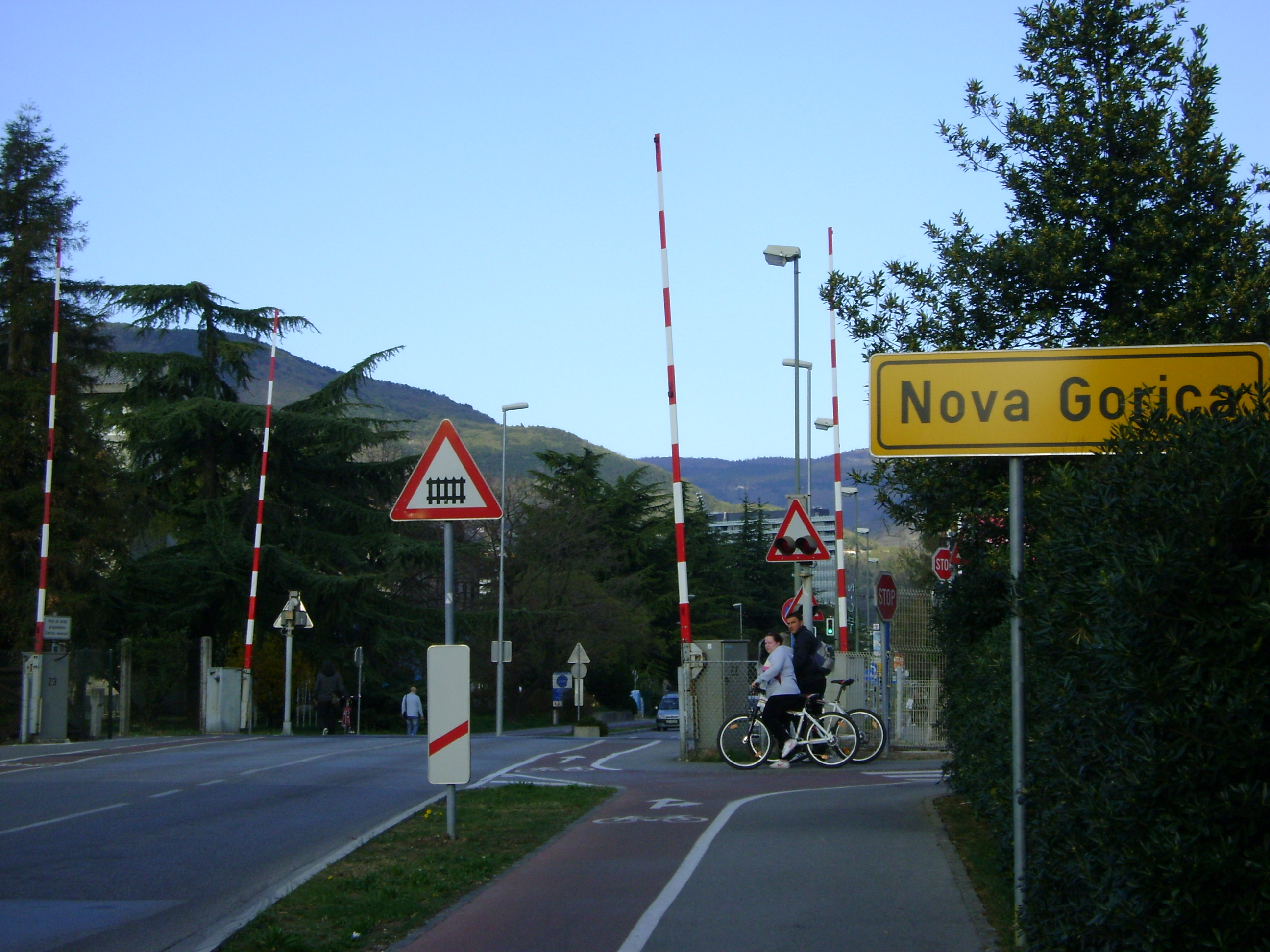
Hranice města

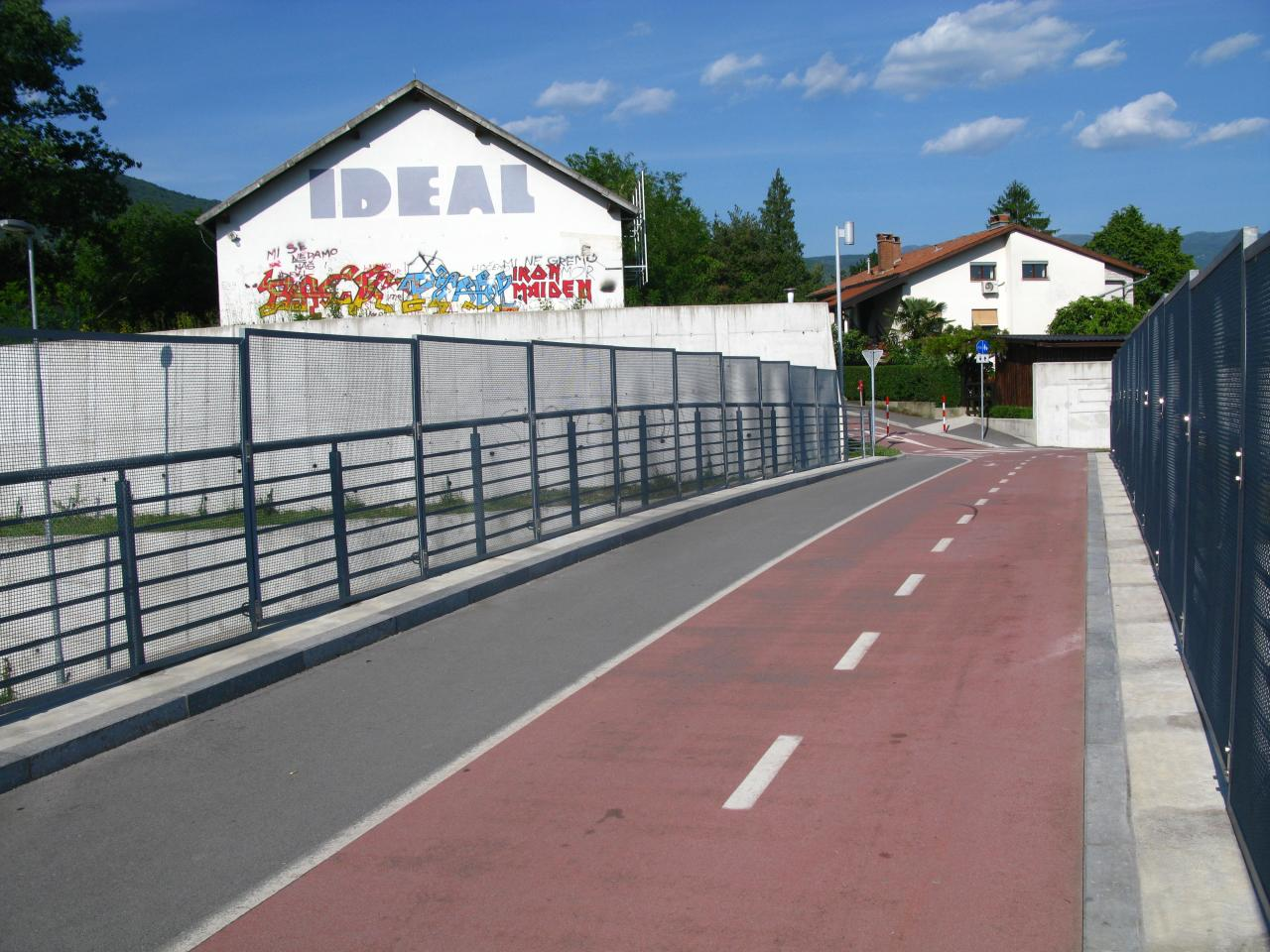
Cyklostezka

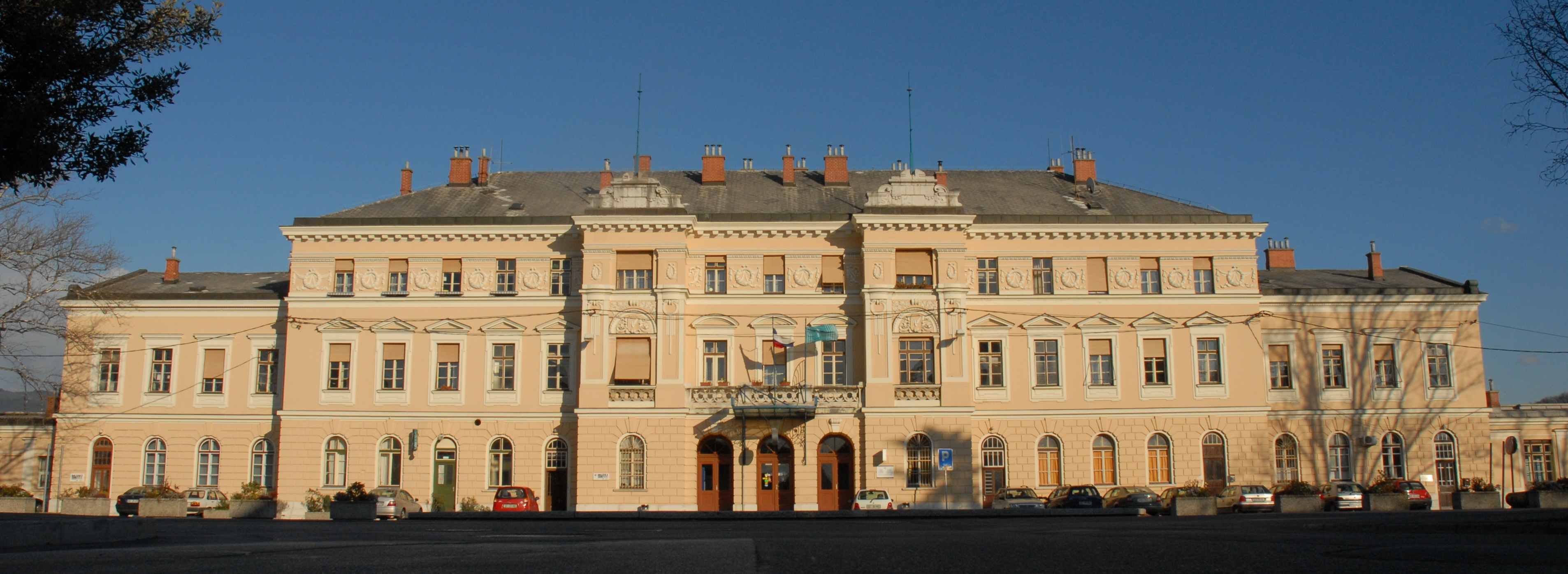
Budova nádraží

Železniční stanice Nova Gorica se nachází na samotném západním okraji Nové Gorice, přímo u státní hranice s Itálií. Budova nádraží je nicméně orientována k italské straně, samotná hranice prochází prostranstvím před náměstím (slovinsky Trg Evrope). Severo-jižním směrem po samotné hranici prochází tzv. Bohinjská dráha, která směřuje na jih dále do přístavu Terst v Itálii.
Autobusové nádraží se nachází jihozápadně od náměstí Edvarda Kardelja. 

## Kultura a pamětihodnosti
V Nové Gorici se nachází jedna ze tří scén Slovinského národního divadla. Její budova stojí na náměstí Edvarda Kardelja. Na hradě Kromberk potom také působí regionální muzeum (slovinsky Goriški muzej). Kromě toho stojí také v Nové Gorici i kulturní dům (otevřen roku 1980), knihovna, centrum mládeže a kulturní centrum Mostovna.
Ve městě stojí minimum historicky významných objektů a pamětihodností, evidována zde je pouze jediná kulturní památka, kterou je Vila Rafut, čekající na rekonstrukci.
Ve městě stojí socha rakousko-uherského letce Edvarda Rusjana. Odhalena byla roku 1980.
V roce 2008 byl v Nové Gorici odhalen památník budovatelům nového města (pod druhé světové válce).
V roce 2025 mají být Nova Gorica a italské město Gorice Evropské město kultury.

### Hora Kostanjevica
Na jižní straně města se vypíná hora Kostanjevica, na níž stojí kostel Zvěstování Panny Marie a františkánský klášter Kostanjevica ze 17. století. Zde byli v hrobce pod kostelem pohřbeni poslední členové francouzské královské rodiny z dynastie Bourbonů (Karel X. a členové jeho rodiny a suity, včetně jeho syna Ludvíka Antonína, vévody z Angoulême a vnuk Jindřich z Artois, synovec Ludvíka (Ludvík Antonín ani Jindřich nepřevzali žezlo). Důvodem, proč jsou pochováni zde, byl únik z Francie před revolucí z roku 1830, kdy našli útočiště v Gorici, a následně také poslední odpočinek. V kryptě je pochován také Petr Ludvík Jan Kazimír z Blacas, bourbonský šlechtic, který rovněž zemřel v exilu roku 1839.

## Školství
V lokalitě Rožna Dolina na okraji města se nachází Univerzita Nové Gorice. Místní gymnázium je známé v celém Slovinsku.[zdroj?]
Vychází zde rovněž kulturní časopis Razpotja.

## Sport
V prostoru mezi železniční stanicí a středem města se nachází rozsáhlá plocha s řadou sportovišť. Ta zahrnují fotbalová hřiště, tenisové kurty a koupaliště. 
Místní fotbalový tým nese název ND Gorica. 

## Známé osobnosti

### Umělci
- Diego de Brea, divadelní ředitel
- Dean Komel, filozof
- Mirt Komel, filozof a spisovatel
- Branko Marušič, historik
- Maja Novak, spisovatel
- Dušan Pirjevec Ahac, filozof a literární kritik
- Katja Perat, básník a esejista
- Uroš Seljak, fyzik
- Mitja Velikonja, socioložka
- Erika Vouk, básník
- Danilo Zavrtanik, fyzik a učenec
- Marko Peljhan, umělec

### Politici
- Zvonko Fišer, generální prokurátor Slovinska
- Tomaž Marušič, bývalý ministr spravedlnosti
- Vlasta Nussdorfer, psycholog a slovinský ombudsman
- Borut Pahor, slovinský prezident
- Senko Pličanič, ministr spravedlnosti Slovinska
- Majda Širca, filmový kritik a politik, bývalý ministr kultury Slovinska
- Patricija Šulin, europoslankyně
- Samuel Žbogar, bývalý ministr zahraničí Slovinska
- Matej Arčon (1972), bývalý ministr slovinské diaspory

### Sportovci
- Jernej Abramič, kanojista
- Jure Franko, lyžař
- Kris Jogan, fotbalista
- Aleš Kokot, fotbalista
- Uroš Kodelja, kanojista
- Jan Močnik, basketbalista
- Matej Mugerli, cyklista
- Jani Šturm, fotbalista
- Eva Mori, volejbalistka

## Partnerská města
- Aleksandrovac, Srbsko
- Gevgelija, Severní Makedonie
- Klagenfurt, Rakousko
- Latina, Itálie
- Otočac, Chorvatsko
- San Vendemiano, Itálie

## Spolupracující města
- Chemnitz, Německo[35]